# Ekernyckel

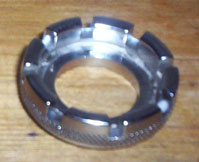
Ekernyckel

Ekernyckel kallas den specialnyckel som bör användas för att skruva fast ekernippeln på ekern utan att ekernippeln rundas.

## Storlek
Ekernycklar finns i flera olika storlekar, för att passa ekernippeln. För cyklar gäller storlekarna 3,22 mm (DT), 3,30 mm (mest europeiska) och 3,45 mm (mest asiatiska). För mopeder och motorcyklar gäller andra storlekar.